# ماوريسيو زينتينو
ماوريسيو زينتينو (بالإسبانية: Mauricio Zenteno)‏ (21 أبريل 1984 في تشيلي - ) هو لاعب كرة قدم تشيلي في مركز الدفاع. شارك مع منتخب تشيلي لكرة القدم. أما مع النوادي، فقد لعب مع نادي أونيفرسيداد كاتوليكا وهواتشيباتو ولاسيرينا وديبورتيس إيكيكي.

## روابط خارجية
- ماوريسيو زينتينو على موقع قاعدة بيانات كرة القدم.إي يو (الإنجليزية)
- ماوريسيو زينتينو على موقع ناشيونال فوتبول تيمز (الإنجليزية)
- ماوريسيو زينتينو على موقع Soccerway.com (الإنجليزية)
- ماوريسيو زينتينو على موقع عالم كرة القدم.نت (الإنجليزية)
- ماوريسيو زينتينو على موقع AS.com (الإسبانية)